# Sinclair Lewis
Sinclair Lewis (Sauk Centre, Minnesota, EUA, 7 de febrer del 1885 - Roma, Itàlia, 10 de gener del 1951) fou un novel·lista, poeta i dramaturg estatunidenc guardonat amb el Premi Nobel de Literatura l'any 1930.

## Biografia

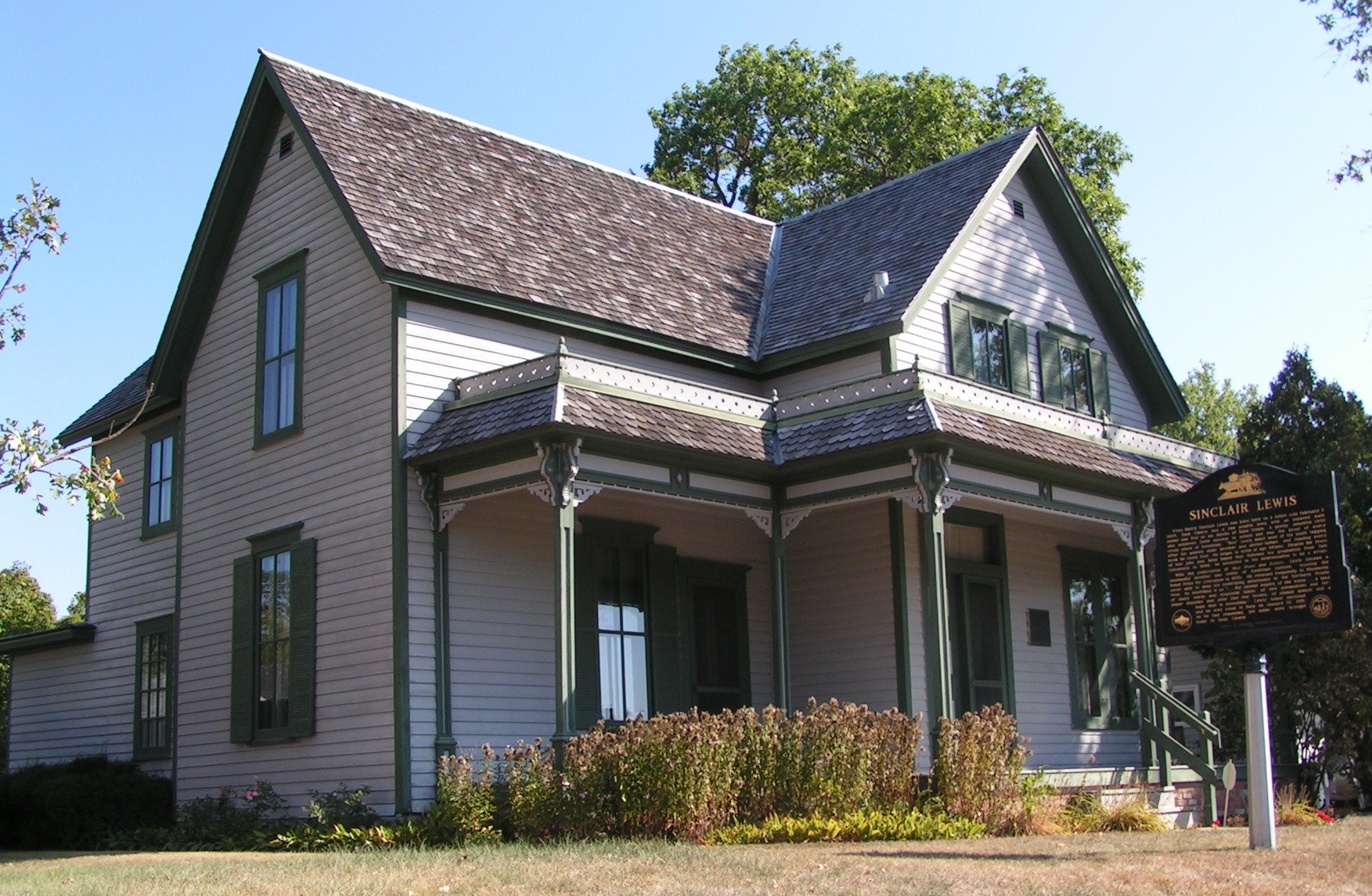
El museu Sinclair Lewis Boyhood Home

Lewis va néixer el 7 de febrer de 1885 al poble de Sauk Centre, Minnesota, fill d'Edwin J. Lewis, un metge d'origen gal·lès, i Emma Kermott Lewis. Va tenir dos germans grans, Fred (nascut el 1875) i Claude (nascut el 1878). El seu pare era sever, i tenia dificultats per relacionar-se amb el seu tercer fill sensible i poc atlètic. La mare de Lewis va morir el 1891. L'any següent, Edwin es va casar amb Isabel Warner, que sembla que li agradava al jove Lewis.
Lewis va començar a llegir llibres quan era jove i va portar un diari. Al llarg de la seva infància solitària, el nen desagradable -alt, extremadament prim, afectat per l'acne- va tenir problemes per fer amics i va patir per les noies locals. Als 13 anys, va fugir de casa i va intentar, sense èxit, enrolar-se com a tabal a la guerra hispanoamericana. A finals de 1902, Lewis va marxar de casa durant un any a l'Oberlin Academy (l'aleshores departament preparatori de l'Oberlin College) per qualificar-se per ser acceptat a la Universitat Yale. Mentre estava a Oberlin, va desenvolupar un entusiasme religiós que va anar creixent i després va disminuir durant gran part dels seus anys d'adolescència restants. Lewis més tard es va convertir en ateu. Va entrar a Yale el 1903, però no va rebre la seva llicenciatura fins al 1908, prenent-se temps per treballar a Helicon Home Colony, la colònia de vida cooperativa d’Upton Sinclair a Englewood, Nova Jersey, i per viatjar a Panamà. L'aspecte poc distingit de Lewis, les maneres de camp i l'aparent autoestima li van fer difícil guanyar i mantenir amics a Oberlin i Yale. Va fer alguns amics entre els estudiants i professors, alguns dels quals van reconèixer el seu talent com a escriptor.

## Carrera

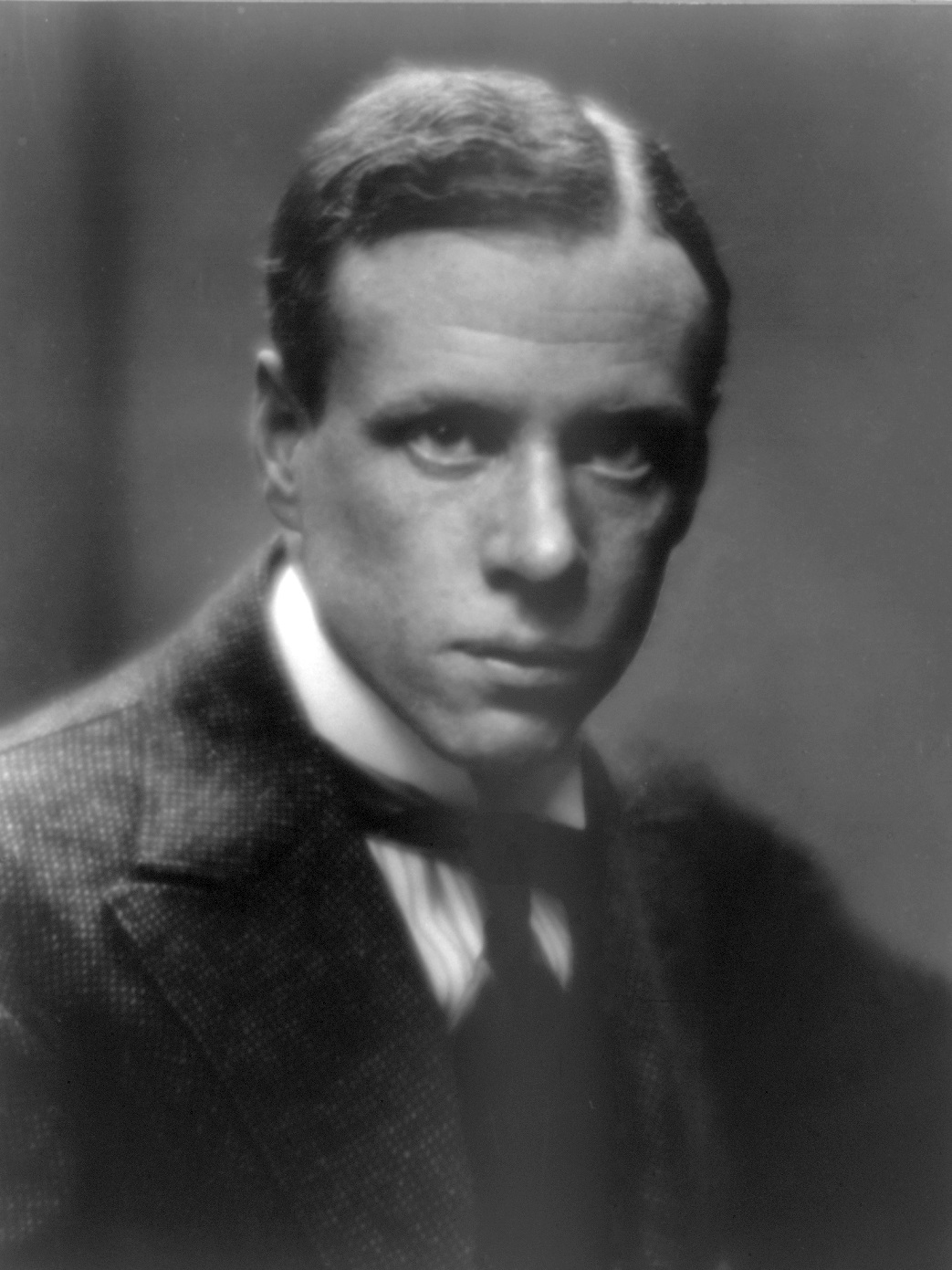
Lewis el 1914

El primer treball creatiu publicat de Lewis —poesia romàntica i esbossos breus— va aparèixer al Yale Courant i a la Yale Literary Magazine, de la qual es va convertir en editor. Després de graduar-se, Lewis va passar d'una feina a una altra i d'un lloc a un altre en un esforç per arribar a fins de mes, escrivint ficció per a la seva publicació i per fugir de l'avorriment. L'estiu de 1908, Lewis va treballar com a redactor editorial en un diari de Waterloo, Iowa. Es va traslladar a la colònia d'escriptors Carmel-by-the-Sea prop de Monterey, Califòrnia, el setembre de 1908, per treballar per a les germanes MacGowan i per conèixer en persona el poeta George Sterling. Va deixar Carmel després de sis mesos i es va traslladar a San Francisco, on Sterling el va ajudar a trobar feina al San Francisco Evening Bulletin. Lewis va tornar a Carmel a la primavera de 1910 i va conèixer Jack London.
Mentre treballava per a diaris i editorials, va desenvolupar històries poc profundes i populars que van ser comprades per diverses revistes. També va guanyar diners venent trames a Londres, inclosa una per a la novel·la inacabada The Assassination Bureau, Ltd.
Inicià posteriorment la seua carrera escrivint poesia romàntica, seguida de novel·la romàntica sobre cavallers i dames. El seu primer llibre publicat va ser Hike and the Aeroplane (Hike i l'aeroplà), que va aparèixer l'any 1912 sota el pseudònim de Tom Graham. L'any 1921, ja comptava amb sis novel·les publicades:
La primera novel·la seriosa de Sinclair Lewis, Our Mr. Wrenn: The Romantic Adventures of a Gentle Man, va aparèixer el 1914, seguida de The Trail of the Hawk: A Comedy of the Seriousness of Life (1915) i The Job (1917). Aquell mateix any també es va publicar un altre potboiler, The Innocents: A Story for Lovers, una versió ampliada d'una història en sèrie que havia aparegut originalment a Woman's Home Companion. Free Air, una altra història en sèrie renovada, es va publicar el 1919.

## Vida personal

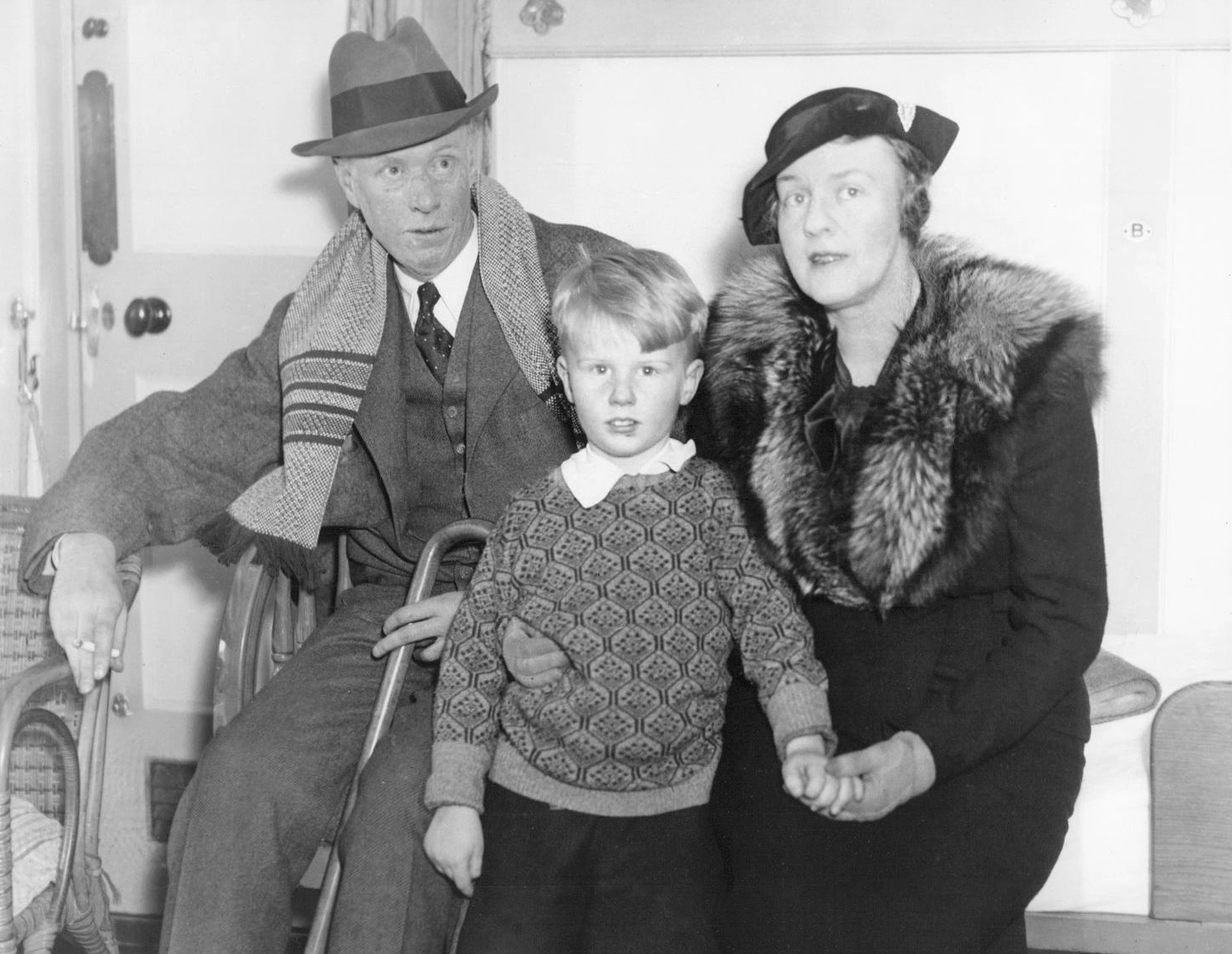
Lewis amb Thompson i el seu fill el 1935

El 1914 Lewis es va casar amb Grace Livingston Hegger (1887–1981), editora de la revista Vogue. Van tenir un fill, Wells Lewis (1917–1944), el nom de l'autor britànic HG Wells. Servint com a tinent de l'exèrcit estatunidenc durant la Segona Guerra Mundial, Wells Lewis va ser assassinat en acció el 29 d'octubre de 1944 enmig dels esforços aliats per rescatar el "batalló perdut" a França. Dean Acheson, el futur secretari d'Estat, era un veí i amic de la família a Washington, i va observar que l'èxit literari de Sinclair "no va ser bo per a aquest matrimoni, ni per a cap de les parts, ni per al treball de Lewis" i la família es va traslladar. fora de la ciutat.
Lewis es va divorciar de Grace el 16 d'abril de 1925.
El 14 de maig de 1928 es va casar amb Dorothy Thompson, columnista d'un diari polític i considerada una de les dones més influents del segle xx als Estats Units d'Amèrica. Més tard, el 1928, ell i Dorothy van comprar una segona casa a Vermont rural. Van tenir un fill, Michael Lewis (1930–1975), que es va convertir en actor teatral. El seu matrimoni pràcticament havia acabat el 1937, i es van divorciar el 1942.
Lewis va morir a Roma d'alcoholisme avançat, el 10 de gener de 1951, als 65 anys. El seu cos va ser incinerat i les seves restes van ser enterrades al cementiri de Greenwood a Sauk Centre, Minnesota. La seva última novel·la World So Wide (1951) es va publicar pòstumament.
William Shirer, un amic i admirador de Lewis, va argumentar que Lewis no va morir d'alcoholisme. Va informar que Lewis va tenir un atac de cor i que els seus metges li van aconsellar que deixés de beure si volia viure. Lewis no es va aturar, i potser no va poder; va morir quan se li va aturar el cor.
En resumir la carrera de Lewis, Shirer va declarar:
| « | És força habitual que els anomenats crítics literaris anul·lin a Sinclair Lewis com a novel·lista. En comparació amb Fitzgerald, Hemingway, Dos Passos, i Faulkner, a Lewis li faltava estil. No obstant això, el seu impacte en la vida estatunidenca moderna va ser més gran que els altres quatre escriptors junts. | » |

## Llegat
En comparació amb els seus contemporanis, la reputació de Lewis va patir un declivi brusc entre els estudiosos de la literatura al llarg del segle xx. Malgrat la seva enorme popularitat durant la dècada del 1920, al segle xxi la majoria de les seves obres havien estat eclipsades en protagonisme per altres escriptors amb menys èxit comercial durant el mateix període, com F. Scott Fitzgerald i Ernest Hemingway.
Des de la dècada de 2010 hi ha hagut un interès renovat per l'obra de Lewis, en particular la seva sàtira distòpica de 1935 It Can't Happen Here. Després de les eleccions presidencials dels Estats Units de 2016, It Can't Happen Here va pujar al capdamunt de la llista de llibres més venuts d’Amazon. Els estudiosos han trobat paral·lelismes a les seves novel·les amb la crisi de la COVID-19 i amb l'ascens de Donald Trump.
Ha estat honrat pel servei postal dels EUA amb un segell de la sèrie Great Americans. L'any 1960, l'escultor estatunidenc polonès Joseph Kiselewski va rebre l'encàrrec de crear un bust de Lewis, ara a la biblioteca pública regional de Great River a Sauk Centre, MN.

## Obra literària

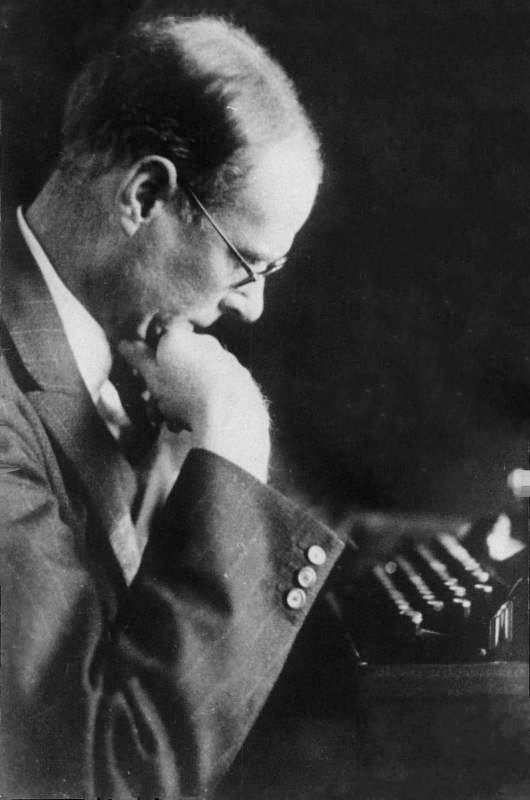
Lewis el 1944.

Les seues obres destaquen per la seua visió crítica i profunda de la societat estatunidenca i dels valors capitalistes, en què ressalten les fortes caracteritzacions de la dona treballadora moderna, així com el seu compromís ètnic. El seu estil és, de vegades, humorístic, satíric, tot i que també comprensiu.
Algunes de les seues obres més famoses són Main Street (Carrer Major, 1920) i Babbitt (1922). L'any 1926, li va ser concedit el Premi Pulitzer per la seva obra Arrowsmith, un premi, però, que va rebutjar. L'èxit li tornà a arribar amb Elmer Gantry, la història d'un evangelista oportunista i xarlatà, obra prohibida a Boston i a altres ciutats dels Estats Units, censura que li arribà posteriorment també amb les seves obres Main Street, Babbitt, Kingsblood Royal i Cass Timberlane.
Lewis va viatjar molt durant la dècada del 1920, establint contacte amb altres artistes al barri de Montparnasse de París, on va ser fotografiat per Man Ray. La seua darrera gran obra va ser It Can't Happen Here (Això no pot passar ací, 1935), una ficció especulativa sobre l'elecció d'un president feixista als Estats Units.

L'any 1930, esdevingué el primer escriptor estatunidenc a guanyar el Premi Nobel de Literatura per la seua art gràfica i vigorosa de la descripció i per la capacitat per a crear, amb enginy i humor, nous tipus de personatges. En el seu discurs de recepció del premi Nobel, va lamentar que: 
| « | Als Estats Units la major part de nosaltres, no sols els lectors sinó també els escriptors, ens espantem de la literatura que no esdevingui la glorificació de qualsevol cosa americana [...]. Els Estats Units és actualment el més contradictori, depriment i desassossegant país del món. | » |

## Obra seleccionada
| - 1912: Hike and the Aeroplane - 1914: Our Mr.Wrenn - 1917: The Job - 1917: The Innocents - 1919: 'Free Air - 1920: Main Street - 1922: Babbitt - 1925: Arrowsmith - 1926: Mantrap - 1927: Elmer Gantry - 1928: The Man Who Knew Coolidge | - 1929: Dodsworth - 1933: Ann Vickers - 1934: Work of Art - 1935: It Can't Happen Here - 1935: Selected Stories - 1938: The Prodigal Parents - 1940: Bethel Merriday - 1943: Gideon Planish - 1945: Cass Timberlane - 1947: Kingsblood Royal - 1949: The God Seeker |